# 천민 자본주의
천민 자본주의(賤民資本主義, 영어: pariah capitalism, 독일어: Paria-Kapitalismus)는 독일의 사회학자 막스 베버가 처음으로 사용한 전근대 사회에 있었던 비합리적이고 비인간적인 폐쇄적 자본주의 또는 그 소비 및 생산 문화를 뜻한다.

## 개요
사회학자인 막스 베버는 근대사회 이전의 중세 사회에는 중상주의적 구조를 한 여러 중세 국가의 제한적인 자본주의 구조는 유대인계 천민 출신의 자본 축적을 막아왔었는데, 근대사회가 도래하면서 또는 중세에서 근대로 넘어오는 연장선 사이에서 천민과 상류층의 벽이 허물어지자 상업, 금융업을 이용해 기하급수적인 자본을 획득한 중세 시대 천민 출신이었던 유대인계 자본주의자들이 수익에 비례한 자본주의 문화를 만들어내지 못하면서 생겨났다고 주장한다. 또한, 이러한 현상이 근대 이전의 비합리적인 자본주의 구조가 그 원인이라고 주장한다.
막스 베버는 이러한 천민 자본주의 속성은 수익에 비례하지 못한 인간적 형성의 속도 때문에 동시에 큰 자본이 수중에 들어와도 더 높은 자본주의 문화를 이끌어가지 못하고 오히려 천민 자본주의자들의 종교 또는 사회의 특이적 권위가 상승함으로써 자본주의 문화가 후퇴한다고 주장하였다.

## 오늘날의 의미
오늘날의 천민 자본주의의 의미는 건전한 자본주의 문화를 만들어내지 못하고 폐쇄적이고 퇴폐적인 자본주의 문화를 만드는 정치, 사회, 경제, 문화적 현상 또는 그러한 제도적 상황을 일컫는다. 또한, 퇴폐성 짙은 무분별한 자본주의 문화로 인해 자본주의 본연의 자연적인 합리성이 사라지고 오랜 세월의 퇴폐성 짙은 자본주의 문화로 인해 경제적으로 비효율적이고, 여러 가지 자본주의의 단점이 겹쳐져서 생산비례로 자본이 원활하게 들어오지 못하는 비합리적인 상태를 말한다.

## 천민 자본주의 현상
천민 자본주의 현상이 심각해지면 돈에 의한 배금주의가 심화하면서 정치, 사회, 경제의 속성적인 문화가 후퇴하므로 경제 이외의 문제인 정치 또는 사회, 인간성까지 후퇴시킬 수 있어 자본을 수단으로 하는 비인간적인 문화가 증가한다. 또한 이런 천민 자본주의 현상이 심각해지면 복지와 같은 제도를 유지하기가 전반적으로 힘들어지며 또한 자본 투기, 불공정 거래가 늘어나고 시장경제가 타락하면서 경제 생산력과 경제 효율성이 동시에 떨어진다. 또한, 이런 퇴폐적인 사회 구조를 회복시킬 비용이 크게 들어 또 한 번 중복적으로 경제 효율성이 떨어지며 직업 간 빈부격차가 심해지고 소시민의 틀 안에 들어가 있는 민생구조가 파탄이 난다. 또한, 천민 자본주의 현상은 자본주의 체제가 유지되면서 그 현상에 대한 지속적인 회복 의지가 없다면 계속 기하급수적으로 문제가 파생되고 심해지며 사회에 깊숙한 악영향을 끼친다.

## 현대 사회의 천민 자본주의 원인
여러 학자는 프랑스 혁명 이후부터 자유민주주의 성립 후 민주적으로 생긴 퇴폐적인 현상이기 때문에 그 원인을 현대 자본주의가 생긴 시점이라고 말하지만, 정확한 이유로서의 현대 사회 천민 자본주의 현상 발생의 원초적인 원인은 국가 경제 성장력의 파동이 커져 경제적인 불화 끄기 또는 되살리기에 초점을 맞추면서 사회 개조가 전반적으로 덜되어 생긴 문화 지체 현상이 그 주요 원인이라고 지목된다. 과거 중세와 같이 천민과 귀족 즉, 하류층과 상류층의 구별이 있던 사회를 두 세대를 넘겼기 때문에 그와 연관된 원인은 거의 없지만, 국가 간의 하류와 상류가 나뉘고 또한 정치적 계급 사회는 아니지만, 경제적 부로 말미암은 경제적인 계급 사회가 만들어지면서 이러한 현상은 민주 사회에서 사는 시민에 의해 자행되었다. 현대 천민 자본주의의 근본적 원인은 첫 번째 문제로 국가제도의 부실함이다. 국가제도의 부실함은 똑같은 현상으로 말하자면 자본주의 사회에서의 부정적인 측면과 긍정적인 측면을 제대로 가려내기 어려운 상태임을 의미한다. 그러므로 대체로 천민 자본주의 현상이 심하게 일어나는 곳은 정치, 사회적으로 후진국이다. 또한 교육에도 있으며 개방적이고 인본주의적인 교육이 아닌 인조적인 교육, 비인간적인 만능화식 교육이 두 번째 원인으로 꼽힌다. 막스 베버는 중세와 근대를 걸쳐 실시 된 여러 국가의 입시 위주의 교육은 자본을 수중에 넣는 주체들을 만들어내기 쉬우나 배운 지식을 자본화하여 오히려 우월주의를 키우고 자신이 소유한 자본의 양을 자신이 가진 지식과 동일화하여 자신의 지식을 자본으로 표현하고자 하는 현상을 불러일으키고 그 때문에 천민 자본주의를 앞당긴다고 주장했다. 세 번째 이유로는 사회 전반을 자본이란 수단으로 지배한 천민 자본주의적 사고방식을 지닌 기업가 또는 자본가들의 증가이다. 어느 한 경제 활동에 있어서 이론보다는 한 국가의 여러 경영 및 경제 활동가들의 실전 활동들이 더 도움이 되고 실전에 효용성이 더 많은 사실은 경제학에서도 밝혀진 사실인데 천민 자본주의적 생각을 하는 자본가들이 많을수록 그들을 모태로 하는 또 다른 천민 자본주의자들이 증가할 위험이 크다.
그 외 천민 자본주의 현상이 원인은 여러 가지 존재하고 이런 천민 자본주의의 원인에 해당하는 사회적 문제를 하나하나 해결하려면 사회적 비용과 그에 따른 전시민적 인내가 필요하다. 그러나 천민 자본주의의 원인은 공통으로 한가지 문제에서 계속 미치게 되는 연계된 문제란 것이다. 때문에 천민 자본주의 현상 원인을 근본적으로 막기 위해서는 태초에 국가가 생기고 나서부터 현재까지의 경제 또는 정치-사회적 역사를 살펴봐야 하고 그 해답을 찾아야 할 수밖에 없다.

## 같이 보기
- 매먼(맘몬)
- 자본주의
- 유대인
- 막스 베버
- 신자유주의